# カーリングシトーンズ
カーリングシトーンズは、日本のロックユニット。

## 概要
2018年7月11日、寺岡呼人のソロ活動25周年を記念して下記メンバー6人にて結成。バンド名は奥田民生が命名した。
メンバーは元々LINEでグループを作っており親交があったが、寺岡のソロ25周年記念ライブを開催する予定だったことを受けて、寺岡が他メンバーにゲスト出演を依頼。全員のスケジュールが合ったことで結成された。
デビューライブのMC中には、今後は欠席や追加メンバーの招集も視野に入れた旨の発言があった。
当初は「全員のスケジュールが揃うのが火曜日だけ」との事だったが、ライブ活動やテレビ出演は他の曜日にも行われている。
もちろん冗談だが、バンド名はメンバー全員がカーリング経験者という理由で付けたという設定。しかし結成後、カーリングの経験を得た。
「カーリングシトーンズ」はローリング・ストーンズから、デビューアルバムである「氷上のならず者」のタイトルは、同バンドの代表作の邦題「メイン・ストリートのならず者」から拝借したもの。バンド名に関してはAB/CDも候補に上がり、同名曲の新曲も制作されたが、バンドロゴ等のデザインがAC/DCの丸パクリになりかねないと判断し、満場一致で却下された。なお、楽曲「AB/CD」はアルバム収録曲からは漏れたが、デビューライブでは披露され、映像作品には収められている。
このバンドで活動する時に限り、作詞・作曲のクレジット及び各メンバーの呼称は全員〇〇シトーンとなる。しかし、奥田シトーンがトータスシトーンを松本さんと呼んだり、トータスシトーンが斉藤シトーンを和義くんと呼ぶなど、普段通りに呼んでしまう事が頻繁にある。

## メンバー
- 寺岡シトーン
- 奥田シトーン
- 斉藤シトーン
- 浜崎シトーン
- キングシトーン
- トータスシトーン

## 来歴
2018年
- 7月11日、結成[2]。
- 9月23日、東京・Zepp Tokyoでデビューライブを行う[4]。このライブにはスペシャルゲストとして世良公則が登場。

2019年
- 10月14日 - 18日、全国の映画館にてデビューライブの模様が上映[5]。
- 11月22日、地上波テレビ初登場[6]。
- 11月27日、1stアルバム『氷上のならず者』をリリース[7][8]。
- 12月18日、ライブ・アルバム『カーリングシトーンズ デビューライブ! 〜カーリング・シトーンズと近所の石〜』をリリース[9]。DVD・Blu-rayも同時リリース。
- 12月23日 - 2020年1月28日、5都市でホールツアー「やったぁ！明日はシトーンズだ！」を開催[10]。翌年の追加公演が発表される。

2020年
- 2月7日、「第37回 全農 日本カーリング選手権大会」の大会初の公式テーマソングに『スベり知らずシラズ』が起用される事が発表された。また、日本カーリング協会の公式リコメンドソングに『涙はふかない』が選ばれた[11]。
- 2月16日、「第13回 全農 日本ミックスカーリング選手権大会」の大会公式テーマソングに『スベり知らずシラズ』が起用される事が発表された[12]。
- 5月29日、前年末に発表された『カーリングシトーンズTOUR 2020追加公演』、「やったぁ！夏もシトーンズだ！ 」（7月13日：仙台サンプラザホール、15日：札幌文化芸術劇場 hitaru 、17日：北海道 北見市民会館）、及び、「えー！？明日もまたシトーンズなの？ 」（7月22日：東京ガーデンシアター）は、新型コロナウイルス感染症の収束状況、及びコンサートを安全に行うガイドラインの状況に鑑み、出演者、関係者全員の安全と健康を最優先に考慮し全公演を中止すると発表した。
- 6月19日、新曲「オイ！」「ドゥー・ザ・イエローモンキー」を配信リリース。同曲はテレワークによるリモートレコーディングで行われ、寺岡シトーン、奥田シトーン、斉藤シトーン、浜崎シトーン、キングシトーン、トータスシトーンの各メンバーがそれぞれレコーディングした音源データを奥田シトーンがMIXした作品。
- 10月21日（20日深夜）、フジテレビにて『オレたちカーリングシトーンズダイジェスト』放送（同年11月3日にフジテレビNEXTで放送される『オレたちカーリングシトーンズ』完全版に先駆けての先行放送）[13][14]。

2021年
- 9月23日、映画『マイ・ダディ』の主題歌に『それは愛なんだぜ！』が起用される。

2022年
- 7月20日、2ndアルバム『Tumbling Ice』をリリース。この中には、2021年3月に公開されたYouTube動画「カンタンテレタビレ」内で、寺岡シトーンが北見市表敬訪問した際に、カーリングチーム・ロコ・ソラーレ本橋麻里さんに、チームの応援歌を頼まれ製作した「ソラーレ」も収録されている。

## エピソード
- LINEグループではカレーについて奥田シトーンとトータスシトーンが論争し[15][16][17]、トータスシトーンがグループトークを一時脱退したこともあるが、斉藤シトーンの鶴の一声でトータスシトーンは復帰[注 1]。なお、トータスシトーンはライブ直前には胃もたれしないよう、うどんしか食べないようにしていたが、奥田シトーンに付き添ってカレーを食べに行ったところ「（ライブも）全然問題なかった。旨かった」と、全国ツアーのMCで発言。

## ディスコグラフィ

### スタジオ・アルバム
|     | 発売日         | タイトル       | 規格     | 規格品番                  | 最高順位 | 備考 |
| --- | -------------- | -------------- | -------- | ------------------------- | -------- | ---- |
| 1st | 2019年11月27日 | 氷上のならず者 | CD       | MUCD-8136（初回限定盤）   | 10位     |      |
| 1st | 2019年11月27日 | 氷上のならず者 | CD       | MUCD-1439（通常盤）       | 10位     |      |
| 1st | 2019年12月23日 | 氷上のならず者 | LP       | MUJD-1003                 | -位      |      |
| 2nd | 2022年7月20日  | Tumbling Ice   | CD       | MUCD-8166/7（初回限定盤） | 20位     |      |
| 2nd | 2022年7月20日  | Tumbling Ice   | CD       | MUCD-1486（通常版）       | 20位     |      |
| 2nd | 2022年8月17日  | Tumbling Ice   | アナログ | MUJD1005                  | -位      |      |

### ライブ・アルバム
|     | 発売日         | タイトル                                                                  | 規格 | 規格品番    | 最高順位 | 備考 |
| --- | -------------- | ------------------------------------------------------------------------- | ---- | ----------- | -------- | ---- |
| 1st | 2019年12月18日 | カーリングシトーンズ デビューライブ! 〜カーリング・シトーンズと近所の石〜 | CD   | MUCD-1443/4 | 207位    |      |

### コンセプトアルバム
|     | 発売日        | タイトル                                              | 規格        | 規格品番   | 最高順位            | 備考                                                                               |
| --- | ------------- | ----------------------------------------------------- | ----------- | ---------- | ------------------- | ---------------------------------------------------------------------------------- |
| 1st | 2022年8月17日 | Road to 老後 CM王への道／オレたちカーリングシトーンズ | CD＋DVD     | MUBD1092/3 | 20位（DVD扱い）     | テレビ特番「オレたちカーリングシトーンズ」から派生した企画によるコンセプトアルバム |
| 1st | 2022年8月17日 | Road to 老後 CM王への道／オレたちカーリングシトーンズ | CD＋Blu-ray | MUXD1028/9 | 22位（Blu-ray扱い） | テレビ特番「オレたちカーリングシトーンズ」から派生した企画によるコンセプトアルバム |
| 1st | 2022年8月17日 | Road to 老後 CM王への道                               | CD          | MUCD1485   | 138位               | テレビ特番「オレたちカーリングシトーンズ」から派生した企画によるコンセプトアルバム |

### 配信限定シングル
| 発売日         | タイトル                           | 収録曲                                                     | 収録アルバム   |
| -------------- | ---------------------------------- | ---------------------------------------------------------- | -------------- |
| 2018年12月12日 | スベり知らずシラズ                 | 1. スベり知らずシラズ                                      | 氷上のならず者 |
| 2019年10月11日 | 涙はふかない/スベり知らずシラズ    | 1. 涙はふかない 2. スベり知らずシラズ (氷上のならず者mix)  | 氷上のならず者 |
| 2020年6月19日  | オイ!/ドゥー・ザ・イエローモンキー | 1. オイ! (OT MIX) 2. ドゥー・ザ・イエローモンキー (OT MIX) | Tumbling Ice   |
| 2021年9月22日  | それは愛なんだぜ!                  | 1. それは愛なんだぜ!                                       | Tumbling Ice   |

### 映像作品
- カーリングシトーンズ デビューライブ! 〜カーリング・シトーンズと近所の石〜（2019年12月18日）[9]
Blu-ray盤、DVD盤の2種形態でリリース。
Blu-rayには音声特典として「オーディオコメンタリー：副音声によるメンバー爆笑ライブ解説」を特別収録。
- またか!いい加減にシトーンズ!〜Live at 東京ガーデンシアター2021.03.16〜（2021年12月29日）
Blu-ray盤、DVD盤の2種形態でリリース。
配信限定でライブアルバムとしてもリリース

## ミュージックビデオ
| 監督     | 曲名                   |
| -------- | ---------------------- |
|          | 「スベり知らずシラズ」 |
| 福居英晃 | 「涙はふかない」       |
|          | 「オイ！」             |

## 書籍
- カーリングシトーンズ 壮年マガジン（2019年11月29日、講談社、編集長：寺岡シトーン）ISBN 978-4065183168

## 主なライブ
- デビューライブ（2018年9月23日）[2][4]（Zepp Tokyo）
- カーリングシトーンズTOUR 2019-2020 〜やったぁ！明日はシトーンズだ！〜（2019年12月23日 - 2020年1月28日）[10]（東京国際フォーラムホールA・熊本城ホール・オリックス劇場・広島文化学園HBGホール・名古屋国際会議場センチュリーホール）
- またか!いい加減にシトーンズ!（2021年3月15日 - 3月16日）東京ガーデンシアター
- 『オレたちカーリングシトーンズ2』公開収録（2021年11月11日）Zepp Haneda
- カーリングシトーンズ Live Tour 2022"Tumbling Ice"〜シト目みに行こう！〜（2022年8月19日 − 9月8日）（宇都宮市文化会館・仙台サンプラザホール・北見市民会館・NHKホール）

## 出演

### テレビ
- 有吉ジャポン（2019年11月22日・29日、TBS）[6][20][16][17]
- うたコン（2019年11月26日、NHK）[21]
- ミュージックステーション（2020年1月31日、テレビ朝日）
- オレたちカーリングシトーンズ ダイジェスト版（2020年10月21日〈20日深夜〉、フジテレビ）
- オレたちカーリングシトーンズ（2020年11月3日、フジテレビNEXT）90分完全版

### 配信
- カンタンテレタビレ 第8回 - 13回（2020年5月、YouTube）

## コラボレーション
- 深夜!天才バカボン - スマートフォン向けオリジナル公式ゲームアプリ『深夜!天才バカボン バカーリングで対戦なのだ!』（2018年11月1日 - 11月25日、エイベックス・ピクチャーズ）[22]

## 関連人物
- 世良公則[8]
- 桑田佳祐 - カーリングシトーンズに対して「俺もああいうのをやりたい」と羨ましがる発言を行っており、この思いが佐野元春、世良公則、Char、野口五郎と「時代遅れのRock'n'Roll Band」を制作・発表するきっかけの一つになった[23]。